# Rob Gaudreau
Robert René „Rob“ Gaudreau (* 20. Januar 1970 in Cranston, Rhode Island) ist ein ehemaliger US-amerikanischer Eishockeyspieler, der im Verlauf seiner aktiven Karriere zwischen 1988 und 1997 unter anderem 245 Spiele für die San Jose Sharks und Ottawa Senators in der National Hockey League auf der Position des rechten Flügelstürmers bestritten hat. Sein Vater Bob Gaudreau war ebenfalls Eishockeyspieler und nahm als solcher an den Olympischen Winterspielen 1968 teil.

## Karriere
Gaudreau spielte zunächst vier Jahre von 1988 bis 1992 überaus erfolgreich am Providence College in der Hockey East der National Collegiate Athletic Association. Gleich in seinem ersten Jahr wurde er gemeinsam mit Scott Pellerin zum Rookie des Jahres ernannt. In den folgenden Jahren folgten drei Nominierungen für All-Star-Teams der Liga. Bereits im NHL Entry Draft 1988 war der rechte Flügelspieler von den Pittsburgh Penguins in der neunten Runde an 172. Stelle ausgewählt worden. Die Penguins gaben seine Transferrechte aber schnell zu den Minnesota North Stars ab. Auch für die North Stars bestritt Gaudreau keine einzige NHL-Partie, da er im NHL Dispersal Draft 1991 von den neu gegründeten San Jose Sharks verpflichtet wurde.
Nach seinem letzten Jahr am College wechselte der US-Amerikaner schließlich in die NHL und erzielte in seiner Rookie-Saison 1992/93 in 59 Spielen 23 Tore für San Jose, wurde aber auch bei den Kansas City Blades, dem Farmteam der Sharks, in der International Hockey League eingesetzt. Nach einem weiteren Jahr in San Jose setzten ihn diese vor der Spielzeit 1994/95, die wegen des Lockout verspätet begann, auf die Waiver-Liste. Von dort nahmen ihn die Ottawa Senators unter Vertrag, wo er ebenfalls zwei Jahre lang blieb. Danach wechselte Gaudreau nach Europa und spielte sowohl für den HC Bozen als auch für den HC La Chaux-de-Fonds, ehe er nach der Saison 1996/97 seine Karriere beendete.

### International
Gaudreau nahm für die USA an der Junioren-Weltmeisterschaft 1990 und der Weltmeisterschaft 1993 teil. Eine Medaille konnte er dabei aber nicht gewinnen.

## Erfolge und Auszeichnungen
| - 1989 Hockey East Rookie of the Year (gemeinsam mit Scott Pellerin) - 1989 Hockey East All-Rookie Team - 1991 Hockey East Second All-Star Team | - 1992 Hockey East First All-Star Team - 1992 NCAA East Second All-American Team - 1992 NHL-Rookie des Monats Dezember |

## Karrierestatistik

### International
Vertrat die USA bei:
- Junioren-Weltmeisterschaft 1990
- Weltmeisterschaft 1993

(Legende zur Spielerstatistik: Sp oder GP = absolvierte Spiele; T oder G = erzielte Tore; V oder A = erzielte Assists; Pkt oder Pts = erzielte Scorerpunkte; SM oder PIM = erhaltene Strafminuten; +/− = Plus/Minus-Bilanz; PP = erzielte Überzahltore; SH = erzielte Unterzahltore; GW = erzielte Siegtore; 1 Play-downs/Relegation; Kursiv: Statistik nicht vollständig)